# Sean Clare
Sean James Kweku Clare (* 18. September 1996 in London) ist ein englischer Fußballspieler.

## Karriere
Sean Clare wurde im Jahr 1996 in London geboren. Von der Nike Academy kam der 19-Jährige im Februar 2016 zu Sheffield Wednesday. Dort wurde er zunächst in der U-23-Mannschaft eingesetzt. Von März bis August 2016 wurde Clare an den englischen Drittligisten FC Bury verliehen. Für den Verein absolvierte er vier Ligaspiele als Einwechselspieler. Sein Profidebüt gab er im Spiel gegen Bradford City am 5. März 2016. Danach wurde der Mittelfeldspieler von Januar bis März 2017 an Accrington Stanley aus der vierten Liga verliehen. Dabei gelang ihm gegen die Wycombe Wanderers sein erstes Tor als Profi. Für die folgende Spielzeit wurde Clare bis Januar 2018 an den FC Gillingham verliehen. In derselben Saison 2017/18 absolvierte er noch fünf Spiele für Sheffield unter Jos Luhukay in der zweiten Liga. Dabei traf er einmal gegen Aston Villa bei einer 2:4-Niederlage im Hillsborough Stadium. Im September 2018 unterschrieb Clare einen Dreijahresvertrag beim schottischen Erstligisten Heart of Midlothian. Nachdem die Hearts 2020 aus der Scottish Premiership abgestiegen waren, wechselte er zum englischen Drittligisten Oxford United.
Nach 20 Pflichtspieleinsätzen bis zum Jahreswechsel 2020/21 für Oxford wechselte er im Januar 2021 auf Leihbasis zum Ligakonkurrenten Burton Albion und nach dem Ende der Saison im Juli 2021 per Zweijahresvertrag zu Charlton Athletic (ebenfalls in der dritthöchsten Spielklasse aktiv). Im Sommer 2023 wechselte er zum Ligakonkurrenten Wigan Athletic, im Sommer 2024 schloss er sich gegen eine Ablösesumme dem Ligakonkurrenten Leyton Orient an.